# TGV 001
TGV 001 — французький електропоїзд. Перший поїзд із серії TGV. Побудований у 1972 році. Незабаром поїзд вдалося розігнати до 318 км/год, що стало світовим рекордом. Пізніше поїзд використовувався як експериментальний до 1978 року. У 1981 поїзд розібрали, а 2 головних вагони встановили як пам'ятники.

## Пам'ять
Пам'ятники поїзду встановлені:
- T 001 48°36′53″ пн. ш. 7°43′38″ сх. д. / 48.614738° пн. ш. 7.727253° сх. д.

Бішхайм
- T 002 47°38′35″ пн. ш. 6°53′24″ сх. д. / 47.643025° пн. ш. 6.889865° сх. д.

Бельфор